# Lima excavata
Lima excavata är en musselart som först beskrevs av Fabricius 1779.  I den svenska databasen Dyntaxa används istället namnet Acesta excavata. Lima excavata ingår i släktet Lima och familjen filmusslor. Arten är reproducerande i Sverige. Inga underarter finns listade i Catalogue of Life.